# Mežaparks
Mežaparks (nemško Kaiserwald, rusko Межапаркс) je soseska z istoimenskim parkom v severnem delu Rige, glavnega mesta Latvije.
Mežaparks se nahaja na zahodni obali jezera Ķīšezers. Ime v latvijščini dobesedno pomeni »gozdni park«. 

## Zgodovina
Park z istim imenom je bil zgrajen v začetku 20. stoletja in je bil prvotno poimenovan Kaiserwald. To je bilo eno izmed prvih parkovnih mest na svetu. V Parku je bilo zgrajenih veliko vil v slogu art nouveau. Tu je živel predvsem tedanji zgornji razred prebivalcev Rige.
Med II. Svetovno vojno (od marca 1943 do 13. oktobra 1944) je bilo v parku nacistično koncentracijsko taborišče, kjer so nacisti pomorili veliko število Judov (okoli 18.000), Romov, komunistov in drugih nasprotnikov nacizma. Pod upravo tega taborišča so spadala tudi druga manjša taborišča v okolici Rige.
Med leti 1956 in 1997 je v parku delovala Riška otroška železnica v dolžini 2,1 km in s tremi postajami. Širina železniškega tira je bila 0,75 m.
Danes se v Mežaparksu v začetku julija odvija vsakih pet let veliki Festival plesov in pesmi Latvije. V Mežaparksu so tudi riški živalski vrt, velik zabaviščni park ter adrenalinski park. Lokacija ob jezeru omogoča različne vodne aktivnosti, zaradi česar je soseska s parkom izredno priljubljena med prebivalci Rige.

## Prometna povezanost
Mežaparks je dostopen z javnim mestnim prometom in sicer:
- Tramvaj linija 11
- Avtobus liniji 9 in 48
- Trolejbus linija 3a